# Anzor Jizríyev
Anzor Ruslánovich Jizríyev –en ruso, Анзор Русланович Хизриев– (15 de marzo de 1994) es un deportista ruso que compite en lucha libre.
Ganó una medalla de bronce en el Campeonato Europeo de Lucha de 2019, en la categoría de 125 kg. En los Juegos Europeos de Minsk 2019 obtuvo una medalla de oro en la misma categoría.

## Palmarés internacional
| Juegos Europeos    | Juegos Europeos     | Juegos Europeos   | Juegos Europeos |
| Año                | Lugar               | Medalla           | Categoría       |
| ------------------ | ------------------- | ----------------- | --------------- |
| 2019               | Minsk (Bielorrusia) | Medalla de oro    | 125 kg          |
| Campeonato Europeo |                     |                   |                 |
| Año                | Lugar               | Medalla           | Categoría       |
| 2019               | Bucarest (Rumania)  | Medalla de bronce | 125 kg          |